# Ура (Эстония)
У́ра (эст. Ura) — деревня в волости Ляэнеранна уезда Пярнумаа, Эстония.
До административной реформы местных самоуправлений Эстонии 2017 года входила в состав волости Коонга.

## География и описание

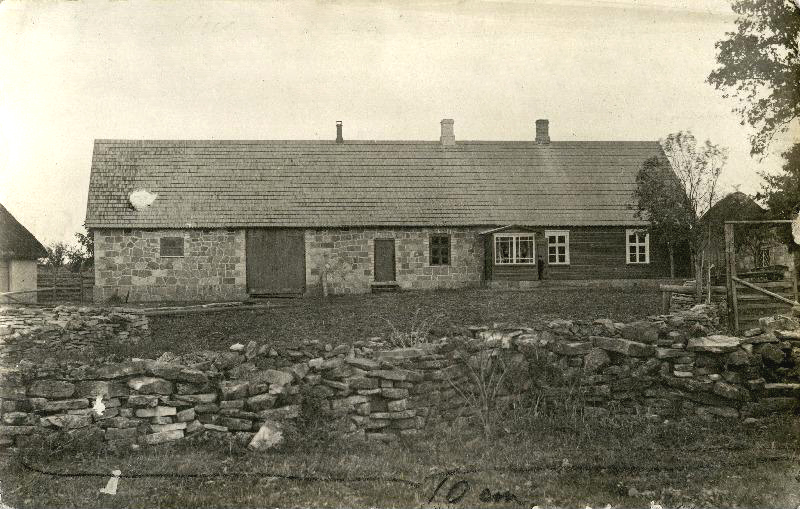
Хутор Ууэ-Яани в деревне Ура, 1911 год

Расположена в 27 километрах к северо-западу от уездного центра — города Пярну — и в 23 километрах к юго-востоку от волостного центра — города Лихула. Высота над уровнем моря — 23 метра.
Климат умеренный. Официальный язык — эстонский. Почтовый индекс — 88436.

## Население
По данным переписи населения 2021 года, в Ура насчитывалось 17 жителей, все — эстонцы.
По данным переписи населения 2011 года, в деревне проживали 25 человек, также все — эстонцы.
Численность населения деревни Ура:
| Год  | 2010 | 2011 | 2017 | 2018 | 2019 | 2020 | 2021 |
| ---- | ---- | ---- | ---- | ---- | ---- | ---- | ---- |
| Чел. | 33   | ↘ 25 | 25   | ↗ 26 | ↘ 25 | ↘ 23 | ↘ 17 |

## История
Деревня Ура образовалась на землях мызы Кыйма (Kõima). В письменных источниках 1534 года упоминается деревня Urrha, 1601 года — Ura, 1624 года — Urra, 1638 года — Uhrakylle, крестьянин Урра Маттисс (Urra Mattiss) в деревне Ура.
В западной части деревни находится хутор Веду (Vedu, в  1839 году — Педо (Pedo)), который был деревней ещё в 1930-х годах.

## Происхождение топонима
Исходя из произношения, ближайшим словом к названию деревни является слово ург (эст. urg ~ ura — «нора»), которое в основном встречается в названиях местностей Южной Эстонии.

## Достопримечательности
На территории деревни находится древнее селище, внесённое в Государственный регистр памятников культуры Эстонии.

## Комментарии
1. ↑  Эстонские топонимы, оканчивающиеся на -а, не склоняются и не имеют женского рода (исключение — Нарва)[5].